# Lucien Callamand
Lucien Marie Pascal Eugène Callamand dit Paul Lack, né le 1er avril 1888 à Marseille et mort le 3 décembre 1968 à Nice, est un acteur français.

## Biographie
Lucien Callamand fut en France l'un des premiers acteurs de cinéma.
Sa carrière s'est étendue sur six décennies, et il a joué dans 115 films entre 1909 et 1965.

## Filmographie

### Les débuts: les films muets
- 1909 : La Jeunesse de Vidocq ou Comment on devient policier (sous le nom de Paul Lack)
- 1909 : L'Assommoir d'Albert Capellani : Bibi (sous le nom de Paul Lack)
- 1909 : Les Fiancés de Miss Maggy (sous le nom de Paul Lack)
- 1910 : Un monsieur qui a un tic d'Albert Capellani
- 1911 : L'Envieuse (ou Le Vol) d'Albert Capellani
- 1911 : Le Pain des petits oiseaux d'Albert Capellani
- 1911 : Agénor, cavalier de deuxième classe (anonyme)
- 1912 : Ma concierge est trop jolie (sous le nom de Paul Lack) d'André Heuzé
- 1912 : Agénor le bien-aimé de Lucien Callamand et Floury Fils
- 1912 : Agénor et la main qui vole de Lucien Callamand et Floury Fils
- 1913 : Narcisse a perdu son oncle de Paul Landrin
- 1913 : Les Cinq Sous de Lavarède de Henri Andréani
- 1913 : Gringalet et l'oncle Baluchon de Paul Landrin
- 1913 : Trois belles-mères pour une bru de Paul Landrin
- 1914 : Le Roman d'un spahi de Henri Pouctal
- 1914 : Ma femme veut conduire (anonyme)
- 1926 : Son premier film ou Le gardien du sérail de Jean Kemm

### Période: 1930-1939
- 1930 : Méphisto d'Henri Debain et Georges Vinter - film tourné en 4 épisodes - : Fortuné Bidon
- 1930 : Un trou dans le mur de René Barberis : Le jardinier
- 1930 : Les Vacances du diable d'Alberto Cavalcanti : Hammond
- 1931 : Le Capitaine Craddock de Hanns Schwarz et Max de Vaucorbeil : Brégaillon
- 1931 : Cœurs joyeux de Hanns Schwarz et Max de Vaucorbeil
- 1931 : Marius d'Alexander Korda : Le quartier-maître du Ferry-Boat
- 1931 : Nuits de Venise de Robert Wiene et Pierre Billon
- 1931 : Ronny de Reinhold Schünzel et Roger Le Bon : Anton
- 1931 : Tumultes de Robert Siodmak : Max
- 1931 : Un soir, au front d'Alexandre Ryder : Dodu
- 1931 : La Capture de la sirène de Jaquelux - moyen métrage -
- 1932 : La Belle Aventure de Reinhold Schünzel et Roger Le Bon : Didier
- 1932 : Madame ne veut pas d'enfants de Hans Steinhoff : Un employé des wagons-lits
- 1932 : Stupéfiants de Kurt Gerron et Roger Le Bon : Le détective
- 1932 : Une faible femme de Max de Vaucorbeil
- 1932 : Un homme sans nom de Gustav Ucicky et Roger Le Bon
- 1932 : Le Vainqueur ou Le veinard de Hans Hinrich et Paul Martin : Un bookmaker
- 1932 : Vous serez ma femme de Serge de Poligny : Le portier
- 1933 : C'était un musicien de Fred Zelnik et Maurice Gleize : Le cafetier
- 1933 : La Garnison amoureuse de Max de Vaucorbeil : Un adjudant
- 1933 : Nu comme un ver de Léon Mathot : Dubois
- 1933 : On a volé un homme de Max Ophüls : M. Legros
- 1933 : Une femme au volant de Kurt Gerron et Pierre Billon
- 1933 : Une fois dans la vie de Max de Vaucorbeil : Le maître d'hôtel
- 1934 : Le Comte Obligado de Léon Mathot : Le barman
- 1934 : Mam'zelle Spahi de Max de Vaucorbeil : Maître Serpolet
- 1934 : L'Or dans la rue de Kurt Bernhardt : Le secrétaire
- 1934 : Le Roi des Champs-Élysées de Max Nosseck
- 1934 : Une vocation irrésistible de Jean Delannoy - moyen métrage -
- 1934 : Flofloche de Gaston Roudès
- 1935 : Arènes joyeuses de Karl Anton
- 1935 : Le Contrôleur des wagons-lits de Richard Eichberg
- 1935 : Divine de Max Ophüls : le premier inspecteur de police
- 1935 : Quelle drôle de gosse de Léo Joannon
- 1935 : Vogue, mon cœur de Jacques Daroy : Le capitaine
- 1936 : Avec le sourire de Maurice Tourneur : Vauclin
- 1936 : Aventure à Paris de Marc Allégret
- 1936 : Le Grand Refrain d'Yves Mirande
- 1936 : La Guerre des gosses de Jacques Daroy et Eugène Deslaw : Le père de Gibus
- 1936 : La Peur ou Vertige d'un soir de Victor Tourjanski
- 1936 : Prends la route ! de Jean Boyer et Louis Chavance : Le gendarme
- 1936 : Quand minuit sonnera de Léo Joannon : Le maître d'hôtel
- 1936 : Une gueule en or de Pierre Colombier
- 1936 : Un mauvais garçon de Jean Boyer
- 1937 : Abus de confiance d'Henri Decoin : Le valet de chambre
- 1937 : À Venise, une nuit de Christian-Jaque : Le portier
- 1937 : Naples au baiser de feu d'Augusto Genina
- 1937 : Les Pirates du rail de Christian-Jaque
- 1937 : Un scandale aux Galeries de René Sti : Benjamin
- 1938 : J'accuse d'Abel Gance
- 1938 : Barnabé d'Alexander Esway : Ricavel
- 1938 : Gargousse ou Les vacances joyeuses d'Henry Wulschleger : Un gendarme

### Période: 1940-1949
- 1940 : L'Acrobate de Jean Boyer : Le médecin-chef
- 1940 : Chambre 13 d'André Hugon : L'auteur
- 1940 : La Fille du puisatier de Marcel Pagnol : Le colonel aviateur
- 1941 : Les Deux timides de Yves Allégret : Claquepont
- 1941 : Un chapeau de paille d'Italie de Maurice Cammage : L'ordonnateur
- 1941 : Feu sacré de Maurice Cloche : Beauvais
- 1941 : Mélodie pour toi de Willy Rozier : Montfort
- 1941 : La Belle Vie de Robert Bibal - moyen métrage -
- 1942 : L'assassin a peur la nuit de Jean Delannoy : Le directeur du "Petit Brummel"
- 1942 : Promesse à l'inconnue de André Berthomieu : Bréchard
- 1942 : La Vie de bohème de Marcel L'Herbier
- 1943 : Les Mystères de Paris de Jacques de Baroncelli : Monsieur Pipelet
- 1946 : La Cabane aux souvenirs de Jean Stelli : M. Leblanc
- 1946 : Le Chanteur inconnu de André Cayatte : Le régisseur
- 1946 : Le Mariage de Ramuntcho de Max de Vaucorbeil
- 1946 : Rumeurs de Jacques Daroy : Dufour
- 1947 : Le Dolmen tragique de Léon Mathot : Un inspecteur
- 1947 : Les Requins de Gibraltar d'Emil-Edwin Reinert : Le président
- 1947 : Les Trafiquants de la mer de Willy Rozier : Le juge Vermorel
- 1948 : 56, rue Pigalle de Willy Rozier
- 1948 : Fandango d'Emil-Edwin Reinert : Le beau-père
- 1949 : L'École buissonnière de Jean-Paul Le Chanois : L'examinateur en calcul
- 1949 : La Danseuse de Marrakech de Léon Mathot : Le coiffeur
- 1949 : Dans la vie tout s'arrange de Marcel Cravenne : Un inspecteur
- 1949 : L'Épave de Willy Rozier : Le régisseur
- 1949 : La Maison du printemps de Jacques Daroy : Le libraire
- 1949 : Millionnaires d'un jour d'André Hunebelle : Le ministre
- 1949 : Nous avons tous fait la même chose de René Sti
- 1949 : On demande un assassin d'Ernst Neubach : Le détective
- 1949 : La Patronne de Robert Dhéry
- 1949 : Le Roi de Marc-Gilbert Sauvajon
- 1949 : Le Radar conjugal de Willy Rozier - court métrage -

### Période 1950-1959
- 1950 : Amour et Compagnie de Gilles Grangier : Le portier de l'hôtel de Cannes
- 1950 : Atoll K de Léo Joannon : Le porteur
- 1950 : Les Aventuriers de l'air de René Jayet : Le Guérec
- 1950 : Le Bagnard de Willy Rozier : Maître Gloriette
- 1950 : Banco de prince de Michel Dulud : Le colonel
- 1950 : Dominique de Yvan Noé
- 1950 : Avocat d'office de Marcel Lucien - court métrage -
- 1950 : Coup de foudre de Jacques Daroy - court métrage -
- 1951 : Adhémar ou le Jouet de la fatalité de Fernandel : Le régisseur
- 1951 : Bouquet de joie de Maurice Cam
- 1951 : Fanfan la tulipe de Christian-Jaque : Le maréchal de Brandebourg
- 1951 : La Femme à l'orchidée de Raymond Leboursier
- 1951 : Nous irons à Monte-Carlo de Jean Boyer : Le portier
- 1951 : Une fille sur la route de Jean Stelli : Le valet
- 1951 : Pardon My French de Bernard Vorhaus - version anglaise du film Dans la vie tout s'arrange - : Un inspecteur
- 1952 : Je l'ai été trois fois de Sacha Guitry
- 1952 : Mon mari est merveilleux de André Hunebelle : Un ami
- 1952 : Le Rideau rouge ou Ce soir on joue Macbeth d'André Barsacq
- 1953 : Les Amoureux de Marianne de Jean Stelli : Le secrétaire de préfecture
- 1953 : L'Aventurière du Tchad de Willy Rozier
- 1953 : La Route Napoléon de Jean Delannoy : Le garde-champêtre
- 1954 : L'Étrange Désir de monsieur Bard de Géza von Radványi : Le notaire
- 1954 : J'avais sept filles de Jean Boyer
- 1955 : Escale à Orly de Jean Dréville : Un employé
- 1955 : La Madone des sleepings de Henri Diamant-Berger : Un actionnaire
- 1956 : Je plaide non coupable de Edmond T. Gréville
- 1956 : Les Aventures de Till l'Espiègle de Gérard Philipe et Joris Ivens : Un moine
- 1956 : Et Dieu… créa la femme de Roger Vadim : Un touriste qui veut acheter un journal
- 1956 : L'Homme aux clés d'or de Léo Joannon : Un employé du casino
- 1956 : Cela s'appelle l'aurore de Luis Buñuel
- 1957 : Une nuit aux Baléares de Paul Mesnier
- 1957 : Mort en fraude de Marcel Camus : Le chef de la police
- 1957 : Le Cas du docteur Laurent de Jean-Paul Le Chanois : M. Bertrand, le directeur de l'école
- 1957 : Le Chômeur de Clochemerle de Jean Boyer : Tafardel, l'employé de mairie
- 1958 : Un homme se penche sur son passé de Willy Rozier
- 1958 : Prisonniers de la brousse de Willy Rozier
- 1958 : Toi, le venin de Robert Hossein : Le notaire
- 1958 : La Vie à deux de Clément Duhour : Un ami de Montignac
- 1959 : Douze Heures d'horloge de Géza von Radványi
- 1959 : Mademoiselle Ange de Géza von Radványi
- 1959 : Voulez-vous danser avec moi ? de Michel Boisrond

### Période 1960-1968
- 1960 : Les Régates de San Francisco de Claude Autant-Lara
- 1961 : Ça va être ta fête de Pierre Montazel
- 1963 : Chair de poule de Julien Duvivier
- 1964 : La Tulipe noire de Christian-Jaque
- 1965 : Dernier Tiercé de Richard Pottier : Dupérier
- 1965 : Piège pour Cendrillon d'André Cayatte : Le docteur d'Antibes
- 1968 : Les Jeunes Loups de Marcel Carné

## Théâtre
- 1909 : La Rampe d'André Pascal, théâtre du Gymnase
- 1922 : Les Plaisirs du hasard de René Benjamin, mise en scène Jacques Copeau, Théâtre du Vieux-Colombier[2]
- 1923 : Électre de Sophocle, Comédie-Française
- 1923 : Le Dépit amoureux de Molière, Comédie-Française
- 1923 : Rome vaincue d'Alexandre Parodi, Comédie-Française
- 1923 : Le Mariage de Figaro de Beaumarchais, Comédie-Française : Pédrille
- 1923 : Poliche de Henry Bataille, Comédie-Française
- 1924 : L'Âge de raison de Paul Vialar, Théâtre Édouard-VII